# Gilad Erdan
Gilad Menashe Erdan (em hebraico:   גלעד מנשה ארדן‎, Ascalão 30 de setembro de 1970) é um político de Israel, presentemente membro do Knesset pelo partido Likud (desde 2003) antigo  ministro da Proteção Ambiental (2009-2021) e nomeado em 2021 como embaixador nos Estados Unidos e na ONU. É também o líder da juventude do Likud.